# Stanford (Kentucky)
Pour les articles homonymes, voir Stanford.
La ville de Stanford est le siège du comté de Lincoln, dans l'État du Kentucky, aux États-Unis. Elle comptait 3 487 habitants lors du recensement de 2010.

## Histoire
La localité a été fondée en 1775.

## Source
- (en) Cet article est partiellement ou en totalité issu de l’article de Wikipédia en anglais intitulé « Stanford, Kentucky » (voir la liste des auteurs).